# Чувашская вышивка
Чува́шская вы́шивка (чув. Чӑваш тӗрри) — выполнение узоров на холсте с помощью иглы и нитей — один из основных видов чувашского традиционного декоративно-прикладного искусства.

## Описание
Отличается многообразием орнаментальных мотивов и техник вышивания. В музейных собраниях сохранились орнаментированные вышивкой предметы чувашской одежды XVIII — начала XX веков. Искусство вышивки в несколько изменённой форме распространено среди чувашей и в начале XXI века.
Национальная чувашская вышивка, как и у многих народов России (включая соседей по Поволжью и Приуралью марийцев, мокшу, эрьзя, удмуртов), имеет счётный характер и строго геометрическую структуру. Все отдельные швы и состоящие из них узоры выполняются на домотканом холсте с прямоугольным переплетением нитей. При вышивании игла с нитью направляются влево-вправо, вниз-вверх и по диагонали (под углами 90 и 45 градусов).

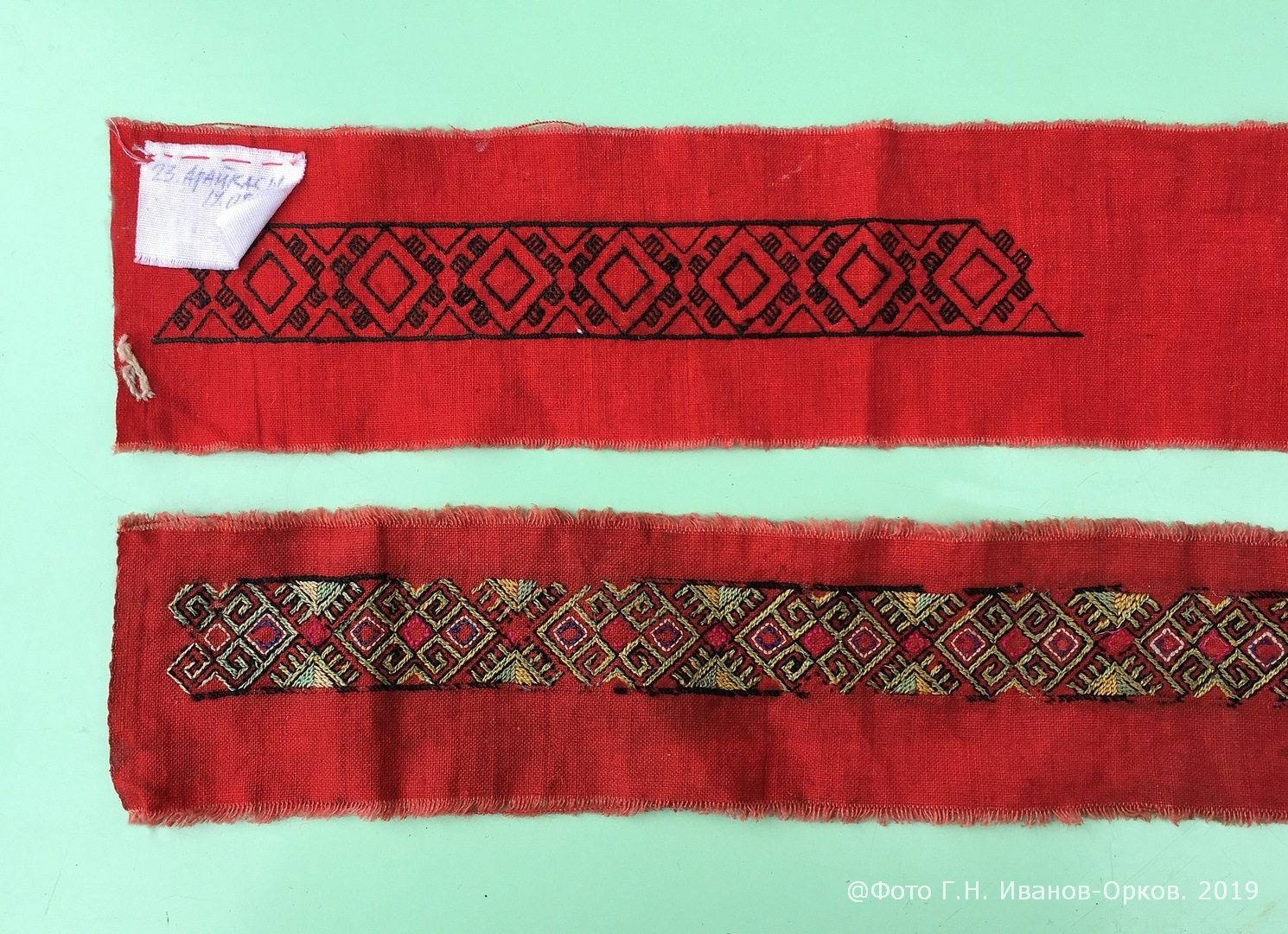
Начальный и завершающий этапы выполнения счётной вышивки (здесь: на красной основе). Фрагменты заготовок для женских головных повязок масмак. Нач. XX века. Верховые чуваши

Вышивка плотная, не имеет видимых узлов. Для орнаментирования традиционных предметов, просматривавшихся с обеих сторон (свадебные и танцевальные платки, покрывала, головные повязки и полотенца, пояса и поясные подвески) использовались двухсторонние швы.
Основной цвет вышивки — красный в разных оттенках, в небольших количествах используются травянисто-зелёный, синий, соломенно-жёлтый. В традиционной вышивке чаще использовался белый фон (желтоватый цвет конопляного холста), пояса вышивались на тёмно-синем холсте. С XIX века верховые чуваши стали применять для этого и красную основу в виде небольших полос и лоскутов красного холста.
В XX веке на предприятиях народных художественных промыслов для вышивания использовались льняной холст и цветная редина (красная, светло-зелёная, синяя и другие).

## Галерея

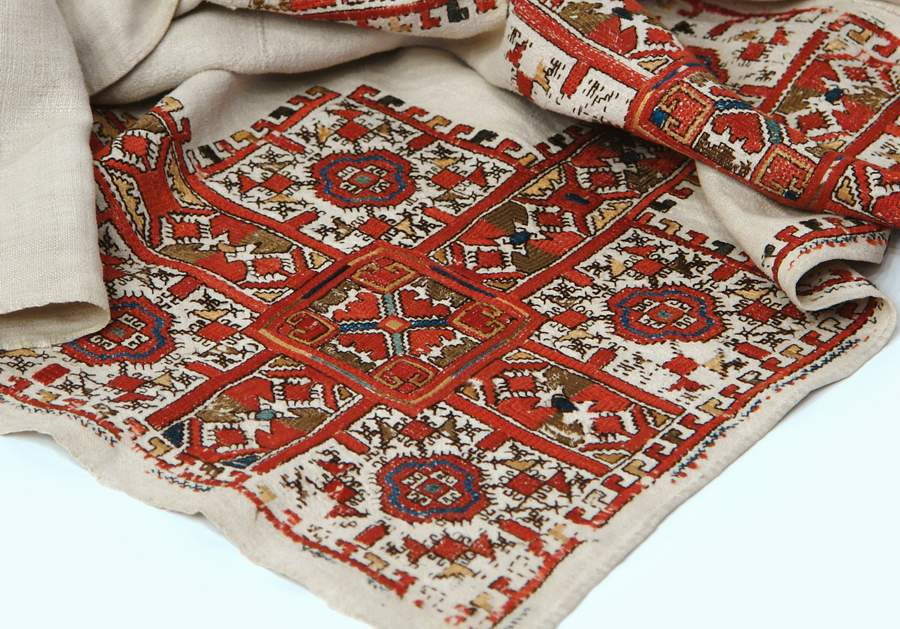
Двухсторонняя вышивка традиционного свадебного покрывала. XVIII—XIX вв. Чуваши
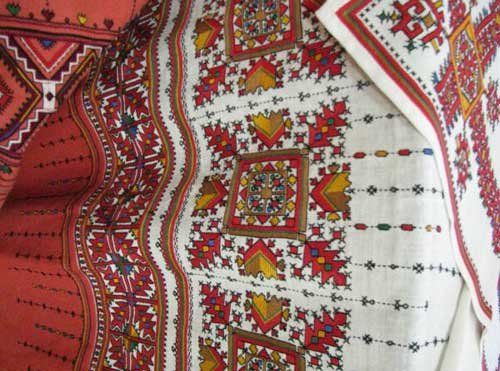
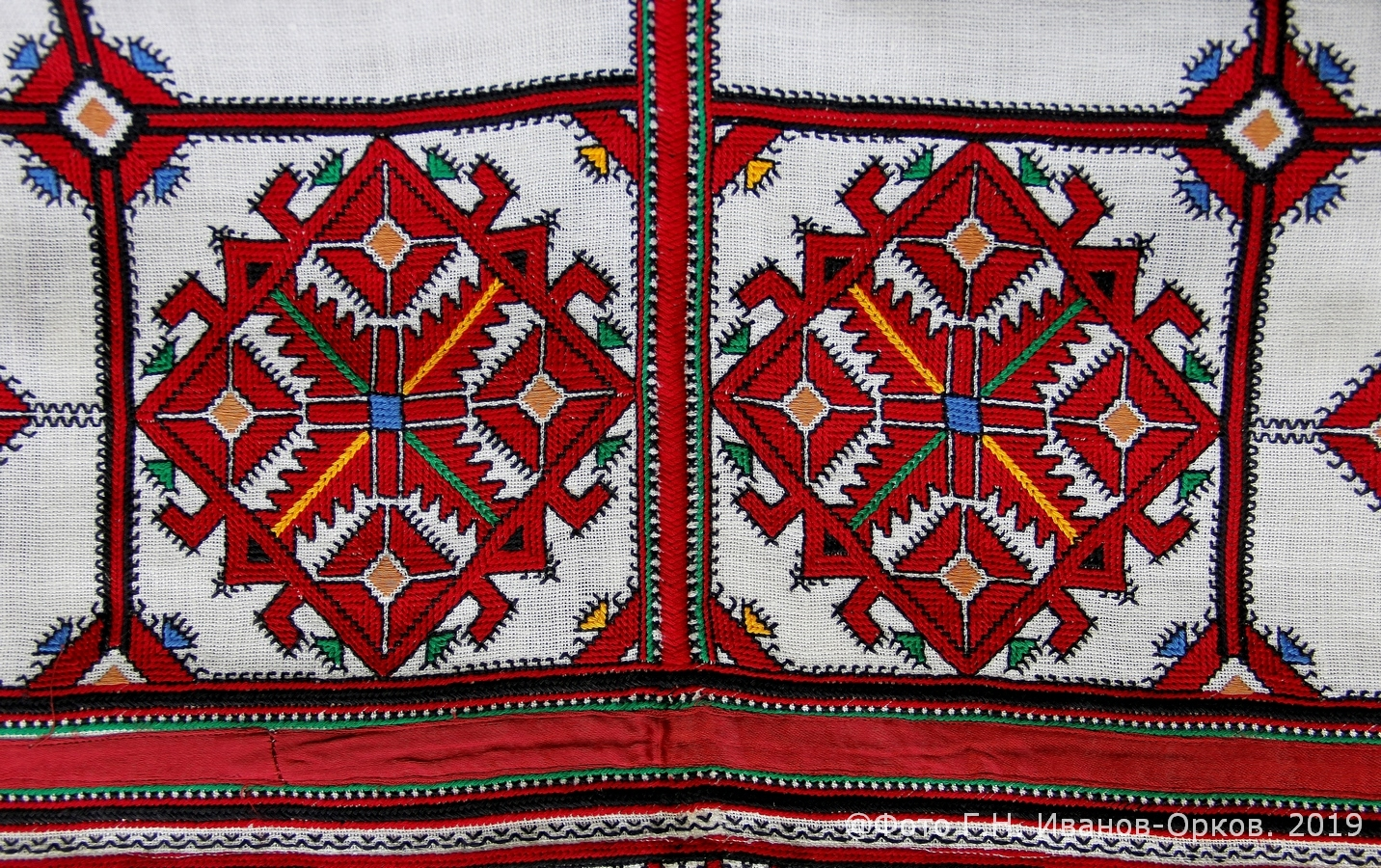
Симакова М.В. Род. 1934. Узор праздничной скатерти (фрагмент). 2010 г. Редина льняная, вышивка счётная, ленты, тесьма
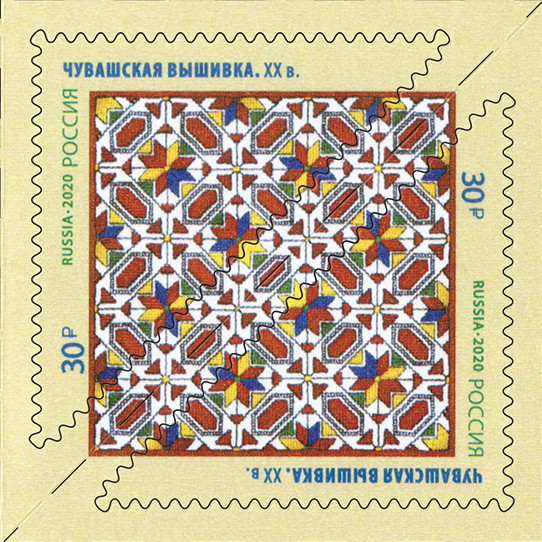
Почтовый блок. Чувашская вышивка (XX в.)

## Мастера и художники по вышивке
- Ефремова Екатерина Иосифовна
- Жачева Евгения Николаевна
- Петрова Татьяна Ивановна
- Симакова Мария Васильевна.

## Прочее
- В 2020 году в Чувашии учреждён день чувашской вышивки. Он будет отмечаться ежегодно 26 ноября, в день рождения художницы по вышивке Екатерины Ефремовой[2].